# Deir al-Hatab
Deir al-Hatab (àrab: دير الحطب, Dayr al-Ḥaṭab) és un vila palestina de la governació de Nablus, a Cisjordània, al nord de la vall del Jordà, a l'est de Nablus. vots les viles de Salem i Azmout. Té una extensió d'uns 12,000 dúnams, dels quals 330 són edificats. Abans de 1993 tenia menys de 200 dúnams. Tota la vila es troba a l'Àrea B que dona a l'Autoritat Nacional Palestina el control sobre els afers civils, mentre que Israel és responsable de la seguretat.
L'assentament israelià d'Elon Moreh està establert dins de la jurisdicció de Deir al-Hatab, i abasta gairebé 2.000 dúnams de terra de la vila.
En juny de 2016, Deir al-Hatab i altres viles i pobles de la zona es van qudar sense aigua corrent durant setmanes, com l'israelià Mekorot. S'ha reduït la quantitat d'aigua que es ven als palestins.

## Història

### Època otomana
En 1838, durant l'era otomana, Edward Robinson va assenyalar Deir al-Hatab com una vila a la mateixa àrea que les viles d'Azmut i Salim.
Quan Victor Guérin la va visitar en 1870, va trobar que Deir al-Hatab tenia almenys 100 habitants. Més tard va assenyalar que la majoria de cases eren en ruïnes i mostraven que la vila havia estat important antigament. Les antigues cisternes excavades a la roca eren seques, així que les dones anaven a buscar aigua a A'ïn Salem. En 1882 el Survey of Western Palestine del Fons per a l'Exploració de Palestina la va descriure com a "vila petita amb oliveres i pous al sud, al vessant d'un turó."

### Època del Mandat Britànic
En el cens de Palestina de 1922, organitzat per les autoritats del Mandat Britànic, Deir al-Hatab tenia 234, tots musulmans, que es va incrementar en el cens de 1931 a 277, encara tots musulmans, en un total de 51 cases.
En 1945 Deir el Hatab tenia 370, tots musulmans, amb 11,532 dúnams de terra, segons un cens oficial de terra i població. D'aquests, 4 dúnams eren per a cítrics i bananes, 679 dúnams eren plantacions i terra de rec, 5.172 usats per cereals, mentre 63 dúnams eren sòl edificat.

### Després de 1948
Després de la de la Guerra araboisraeliana de 1948, i després dels acords d'Armistici de 1949, Deir al-Hatab va restar en mans de Jordània. Després de la Guerra dels Sis Dies el 1967, ha estat sota ocupació israeliana.

## Demografia
En 1987, 1.120 persones vivien a Deir al-Hatab.Segons l'Oficina Central Palestina d'Estadístiques tenia 2.213 habitants en 2007. El 33 % de les llars de la vila tenen de 1 a 5 membres, el 51 % entre 6 i 10 i el 17 % més de 10 membres. Al voltant del 10 % de la població major de 10 anys és analfabeta, d'ells el 78 % dones. En canvi, el 43 % de la població estudiantil és femenina.

## Economia
L'agricultura suposa el 24 % de l'economia de Deir al-Hatab mentre que la petita empresa, el treball governamental i la construcció suposen la resta. Més de la meitat de la població és major d'edat (15-64 anys) i les dones suposaven la meitat de la força laboral en 1999. El consell de la vila de Deir al-hatab denuncia que l'atur ha augmentat dramàticament del 30 % el 1999 al 90 % en 2001. Com que Elon Moreh i llurs voltants es troben en la meitat del territori municipal, en l'última dècada només s'ha permès als agricultors palestins atendre llurs terres uns quants dies a l'any, després de coordinar-ho amb l'exèrcit d'ocupació israelià.
De 2002 a 2007 les Forces de Defensa d'Israel va prohibir als vilatans de treballar la seva terra, i els colons van començar a plantar noves oliveres i vinyes en lots privats. El gener de 2007 fou publicada una ordenança d'"ús problemàtic" pel general de divisió Yair Naveh que permetia a les autoritats palestines retirar els colons que es dediquessin al cultiu il·legal de terres locals en els tres anys anteriors. L'ordenança no ha dissuadit l'apropiació de terres de Deir al-Hatab per part dels colons, segons Amira Hass, i sovint no s'aplica.
En 2007 colons israelians d'Elon Moreh van posar una piscina de plàstic a la deu que subministra el 40 % d'aigua potable de Deir al-Hatab with 40%. Van desviar l'aigua de la font a la seva piscina, i després l'aigua residual contaminada d'aquesta piscina va tornar a entrar a l'aigua potable de Deir al-Hatab.